# Rémy Amieux
Pour les articles homonymes, voir Amieux.
Rémy Amieux est un footballeur français, né le 5 septembre 1986 à Vienne. Il évolue au poste d'arrière gauche avec le club des Hauts Lyonnais, en National 3.
Sous la houlette de Benjamin de Palma (RCDB) et des présidents Yannick Lachal et Romain Tabaret, il a décidé de poursuivre sa carrière dans son club de cœur

## Palmarès
Vierge

## Statistiques
| Saison                | Club                  | Championnat           | Championnat | Championnat | Coupe nationale | Coupe nationale | Coupe de la Ligue | Coupe de la Ligue | Total | Total |
| Saison                | Club                  | Division              | M.          | B.          | M.              | B.              | M.                | B.                | M.    | B.    |
| 2008-2009             | Aviron bayonnais      | National              | 19          | 2           | 4               | 3               | -                 | -                 | 23    | 5     |
| 2009-2010             | FC Eindhoven          | Eerste Divisie        | 32          | 2           | 1               | 0               | -                 | -                 | 33    | 2     |
| 2010-2011             | NEC Nimègue           | Eredivisie            | 20          | 1           | 1               | 0               | -                 | -                 | 21    | 1     |
| 2011-2012             | NEC Nimègue           | Eredivisie            | 19          | 0           | 2               | 0               | -                 | -                 | 21    | 0     |
| 2012-2013             | NEC Nimègue           | Eredivisie            | 21          | 2           | -               | -               | -                 | -                 | 21    | 2     |
| 2013-2014             | RKC Waalwijk          | Eredivisie            | 38          | 2           | 1               | 0               | -                 | -                 | 39    | 2     |
| 2014-2015             | NAC Breda             | Eredivisie            | 25          | 0           | 3               | 0               | -                 | -                 | 28    | 0     |
| 2015-2016             | Red Star FC           | Ligue 2               | 19          | 0           | -               | -               | 1                 | 0                 | 20    | 0     |
| 2016-2017             | Red Star FC           | Ligue 2               | 6           | 0           | -               | -               | -                 | -                 | 6     | 0     |
| Total sur la carrière | Total sur la carrière | Total sur la carrière | 199         | 9           | 12              | 3               | 1                 | 0                 | 212   | 12    |